# Kategoria e Parë 1981-1982
La Kategoria e Parë 1981-1982 fu la 43ª edizione della massima serie del campionato albanese di calcio disputata tra il 6 settembre 1981 e il 23 marzo 1982 e conclusa con la vittoria del 17 Nëntori, al suo undicesimo titolo.
Capocannoniere del torneo fu Vasil Ruci (Flamurtari) con 12 reti.

## Formula
Nessuna variazione rispetto alla stagione precedente: le squadre partecipanti furono 14 e disputarono un turno di andata e ritorno per un totale di 26 partite.
Le ultime due classificate retrocedettero in Kategoria e Dytë.
Le squadre qualificate alle coppe europee furono due: la vincente del campionato fu ammessa alla Coppa dei Campioni 1982-1983 mentre la vincente della coppa d'Albania alla Coppa delle Coppe 1982-1983.

## Squadre
| Squadra             | Città        | Stadio | Stagione 1980-1981 |
| ------------------- | ------------ | ------ | ------------------ |
| Labinoti            | Elbasan      |        | 9°                 |
| 17 Nëntori          | Tirana       |        | 3°                 |
| KF Partizani Tirana | Tirana       |        | Campione d'Albania |
| Dinamo Tirana       | Tirana       |        | 2°                 |
| Flamurtari          | Valona       |        | 8°                 |
| Tomori              | Berat        |        | 12°                |
| Vllaznia            | Scutari      |        | 4°                 |
| 31 Korriku          | Burrel       |        | Kategoria e Dytë   |
| Lokomotiva          | Durazzo      |        | 11°                |
| Luftëtari           | Argirocastro |        | 5°                 |
| Naftëtari           | Kuçovë       |        | 6°                 |
| 24 Maji             | Përmet       |        | Kategoria e Dytë   |
| Besa Kavajë         | Kavajë       |        | 7°                 |
| Besëlidhja          | Alessio      |        | 10°                |

## Classifica finale
|                    | Pos. | Squadra    | Pt | G  | V  | N  | P  | GF | GS | DR  |
| ------------------ | ---- | ---------- | -- | -- | -- | -- | -- | -- | -- | --- |
| Albania (bandiera) | 1.   | 17 Nëntori | 37 | 26 | 15 | 7  | 4  | 42 | 15 | +27 |
|                    | 2.   | Flamurtari | 33 | 26 | 13 | 7  | 6  | 26 | 12 | +14 |
|                    | 3.   | Dinamo     | 32 | 26 | 14 | 4  | 8  | 33 | 19 | +14 |
|                    | 4.   | Partizani  | 31 | 26 | 11 | 9  | 6  | 31 | 18 | +13 |
|                    | 5.   | Vllaznia   | 30 | 26 | 11 | 8  | 7  | 37 | 26 | +11 |
|                    | 6.   | Tomori     | 26 | 26 | 10 | 6  | 10 | 21 | 18 | +3  |
|                    | 7.   | Besëlidhja | 25 | 26 | 9  | 7  | 10 | 22 | 27 | -5  |
|                    | 8.   | Besa       | 25 | 26 | 9  | 7  | 10 | 20 | 28 | -8  |
|                    | 9.   | Lokomotiva | 24 | 26 | 8  | 8  | 10 | 19 | 24 | -5  |
|                    | 10.  | Naftëtari  | 23 | 26 | 5  | 13 | 8  | 23 | 25 | -2  |
|                    | 11.  | Luftëtari  | 23 | 26 | 8  | 7  | 11 | 22 | 24 | -2  |
|                    | 12.  | Labinoti   | 22 | 26 | 9  | 4  | 13 | 17 | 27 | -10 |
|                    | 13.  | 31 Korriku | 20 | 26 | 5  | 10 | 11 | 22 | 37 | -15 |
|                    | 14.  | 24 Maji    | 13 | 26 | 4  | 5  | 17 | 9  | 44 | -35 |

Legenda:

      Campione d'Albania
      Ammesso alla Coppa delle Coppe
      Retrocesso in Kategoria e Dytë
Note:

Due punti a vittoria, uno a pareggio, zero a sconfitta.

## Verdetti
- Campione: 17 Nëntori
- Qualificata alla Coppa dei Campioni: 17 Nëntori
- Qualificata alla Coppa delle Coppe: Dinamo Tirana
- Retrocessa in Kategoria e Dytë: 31 Korriku, 24 Maji